# La Disparue
Pour plus de détails, voir Fiche technique et Distribution.
La Disparue (The Vanishing) est un film américain réalisé par George Sluizer, sorti en 1993.

## Synopsis
Jeff et Diane s'arrêtent sur une aire de repos et Diane disparaît. Jeff n'abandonne pas la recherche, bien que le temps passe. Il va finir par rencontrer Barney, qui a une curieuse façon de faire des recherches.
L'adaptation américaine introduit un happy end qui change fondamentalement l'histoire par rapport au roman et au film franco-hollandais original et a été largement interprété comme une trahison du film,, lui valant même l'étiquette de « pire remake de tous les temps »[réf. souhaitée].

## Fiche technique
- Titre : La Disparue
- Titre original : The Vanishing
- Réalisation : George Sluizer
- Scénario : Todd Graff, d'après le roman The Golden Egg, de Tim Krabbé
- Production : Larry Brezner, Pieter Jan Brugge, Todd Graff, Paul Schiff (en) et Lauren Weissman
- Société de production : Twentieth Century Fox
- Budget : 20 millions de dollars (15,17 millions d'euros)
- Musique : Jerry Goldsmith
- Photographie : Peter Suschitzky
- Montage : Bruce Green
- Décors : Jeannine Claudia Oppewall
- Costumes : Durinda Wood
- Pays de production : États-Unis
- Format : Couleurs - 1,85:1 - Dolby Surround - 35 mm
- Genre : Thriller
- Durée : 109 minutes
- Dates de sortie : 
  - États-Unis : 5 février 1993
  - France : 7 juillet 1993
- Film interdit aux moins de 12 ans lors de sa sortie en France

## Distribution
- Kiefer Sutherland (VF : Emmanuel Jacomy) : Jeff Harriman
- Jeff Bridges (VF : Luc Florian) : Barney Cousins
- Nancy Travis (VF : Dorothée Jemma) : Rita Baker
- Sandra Bullock : Diane Shaver
- Park Overall (en) : Lynn
- Maggie Linderman : Denise Cousins
- Lisa Eichhorn : Helene Cousins
- George Hearn : Arthur Bernard
- Lynn Hamilton : Mlle Carmichael
- Garrett Bennett : le flic de la station service
- George Catalano : le flic de l'autoroute
- Frank Girardeau : le flic de l'appartement
- Stephen Bridgewater : le présentateur télé
- Susan Barnes : la collègue
- Rich Hawkins : Stan
- Holly Marie Combs : Daphne Williams

## Production

### Lieux de tournage
Le tournage s'est déroulé à Cody, Monroe, North Bend et Seattle.

## Bande originale
- Copacabana (At the Copa), composé par Barry Manilow, Bruce Sussman et Jack Feldman
- Wipe Out, composé par Ron Wilson (en), Robert Berryhill, James Fuller et Patrick Connelly
- Quittin' Time, interprété par Asleep at the Wheel
- Sweet Rain, interprété par Texas Water

## Distinctions
- Nomination au prix du meilleur film d'horreur et meilleur acteur pour Jeff Bridges, par l'Académie des films de science-fiction, fantastique et horreur en 1994.

## Autour du film
- George Sluizer a déjà adapté le roman de Tim Krabbé avec L'Homme qui voulait savoir (1988).
- 4 ans après le film, Sandra Bullock et Kiefer Sutherland se retrouvent pour le film de Joel Schumacher : Le Droit de tuer ?.